# Grandjean Fjord
Grandjean Fjord är en fjord i Grönland (Kungariket Danmark). Den ligger i den nordöstra delen av Grönland, 1 600 km nordost om huvudstaden Nuuk.